# IGO
iGO乃是由匈牙利商NNG軟體發展與商業公司（舊名Nav N Go，以下簡稱NNG公司）所研發的離線衛星導航軟體，使用者可預先將電子地圖資料儲存於記憶卡以供瀏覽。NNG公司的銷售對象非但是一般消費者，也有車載資訊系統、可攜式導航裝置（portable navigation device，以下簡稱成PND）、交通運輸應用裝置等產品製造商，甚至包含汽車製造廠，因此像阿爾派電子、歌樂、先鋒、三星、沃達豐、福斯汽車等公司的產品上皆能見到其蹤影。

## 概要
2005年Nav N Go公司（NNG公司前身）在德國漢諾威舉行的CeBIT展覽會上公開iGO My Way 2006套裝軟體，這套軟體能使用於PDA、PND等產品。2006年因為全新的地圖資料壓縮技術，該公司發表了升級版本iGO My way 2006 Plus，可將圖資與軟體裝入1GB的SD卡裡。2008年4月所公開的iGO 8，同樣可在PDA、PND上使用，且可顯示3D高解析度的地形、道路海拔高度、知名地標及建築物等。
2009年該公司在CeBIT展覽會上發表使用於PND的iGO Amigo，此套軟體大幅簡化了操作介面。相對來說卻比舊版iGO 8喪失許多功能，招致正負評價兩極。緊接著該公司又在北美洲及西歐市場發表iOS版的iGO My Way 2009，2010年銷售網遍布整個歐洲，並發表Android版本。2010年該公司公開iGO Primo，幾經修改新增許多功能，包括：即時交通路況、綠色路線（green routing，可減少汽車廢氣排放的行車環保路徑）、TTS文字轉語音、結合Google地圖搜尋商家、3D立體呈現交流道狀況等。2010年該公司在Telematics@China高峰論壇上發表iGO Primo中國版，除了簡體中文化介面外，尚包含手寫辨識、漢語拚音輸入及TTS中文文字轉語音等功能。
iGO Primo最重要的特色是具有高度擴充性及開放性，允許使用者自行調整操作介面，諸如顯示速度、抵達時間或距離、海拔高度、自身代表圖案等；亦能自定義快速鍵、自編興趣點（point of interest，縮寫成POI）等。第二個特色是高度整合性，只要符合格式要求的地圖資料皆能正常應用，因此Tele Atlas（已被TomTom收購）、Navteq（已被諾基亞麾下Here地圖併購）、Sensis、WhereiS（澳洲）、CarteBlanche（烏克蘭）、勤崴國際（臺灣）、易圖通科技（中國）等公司的圖資皆能使用於此軟體。

## 內部連結
- 全球定位系統
- 衛星導航系統

## 外部連結
- （英文）iGO Navigation官方網站（页面存档备份，存于）
- （英文）NNG Software Developing and Commercial LLC官方網站（页面存档备份，存于）